# Селище (Семёновский район)
Селище (укр. Селище) — село в Семёновском районе Черниговской области Украины. Население 19 человек. Занимает площадь 0,11 км².
Код КОАТУУ: 7424781507. Почтовый индекс: 15461. Телефонный код: +380 4659.

## Власть
Орган местного самоуправления — Жадовский сельский совет. Почтовый адрес: 15461, Черниговская обл., Семёновский р-н, с. Жадово, ул. Центральная, 15.